# Cyrestis theresae
Cyrestis theresae är en fjärilsart som beskrevs av Nicéville 1895. Cyrestis theresae ingår i släktet Cyrestis och familjen praktfjärilar. Inga underarter finns listade i Catalogue of Life.